# 衝突ドメイン
衝突ドメイン（しょうとつドメイン、Collision Domain、コリジョンドメイン）とは、通信媒体の共有あるいはリピーターによって接続されたネットワークセグメントのうち、データの同時送信により信号が衝突する可能性があるものを指す。現在では特に無線ネットワークについて言われることが多いが、初期のイーサネットにおいても同様の現象が論じられることがあった。このようなネットワークの衝突は、複数のデバイスがネットワークセグメントで同時にパケットを送信しようとしたときに発生する。衝突ドメイン内のデバイスはドメイン内の他のデバイスと衝突する可能性があるが、衝突ドメインの外側にあるデバイスは、内側のデバイスとは衝突しない。
どのタイミングにおいても、データを送信できるのは衝突ドメイン内の1つのデバイスのみであり、衝突を回避するためには、ドメイン内の他のデバイスはネットワークをリッスンし、他のデバイスがすでにデータを送信している間は送信を控える必要がある。このような制約から、ネットワーク帯域幅の合計は、衝突ドメイン上のすべてのデバイス間で共有されることになる。衝突が発生した場合、デバイスは送信を中止して後ほど再送信する必要があるため、ネットワーク効率も低下する。
データは有限速度で伝播するため、衝突ドメインのサイズと許可される最小パケットサイズの観点から同時性を定義する必要がある。パケットサイズを小さくしたり、ドメインのサイズを大きくしたりすると、メッセージの最初のビットが最も遠いノードに到達することなく、送信者がパケットの送信を終了してしまう可能性がある。したがって、そのノードは、ネットワーク内でデータ送信がすでに発生していることを知らずに、データの送信を開始し、結果的に最初のパケットを破棄してしまう可能性がある。衝突ドメインが大きすぎるゆえにパケットの送信時間中に最初の送信者がもう一方の送信者の信号を受け取ることができない場合、衝突を検出することもデータを再送することもできなくなる遅れ衝突と呼ばれる現象が発生する。

## イーサネット
通信媒体の共有によって接続されたイーサネットでは、CSMA/CD（搬送波感知多重アクセス/衝突検出）によって衝突が解決される。CSMA/CDでは、競合するパケットは破棄され、1つずつ再送信されるが、同時にこれはネットワークの効率性を低下させる原因にもなる。 
初期のイーサネットの亜種（10BASE5、10BASE2）は通信線を共有していたため、本質的に半二重であり、潜在的に大きな単一の衝突ドメインを形成していた。また、イーサネットハブやリピーターなどを用いた、各ホストがハブに接続する環境でも衝突ドメインは見られ、この場合すべてのセグメントは1つのブロードキャストドメイン内の1つの衝突ドメインのみを表すことになる。また、衝突ドメインは、Wi-Fiなどのワイヤレスネットワークを含む他の共有メディアネットワークにも多く見られる。
近年の有線ネットワークでは、衝突はネットワークスイッチによって削減・無効化される。スイッチのポートに直接デバイスを接続することにより、半二重接続の場合はスイッチの各ポートがそれぞれ衝突ドメインを形成し、全二重接続の場合は衝突の可能性は完全に排除される。ギガビットイーサネット以降のイーサネットでは、ハブやリピータが存在しないため、すべてのデバイスに全二重接続が要求される。

## ワイヤレスネットワーク

隠れ端末問題：デバイスA、B、およびCが同じ衝突ドメインに存在し、AとCは両方ともBと通信しているが、そのことにお互い気づいていない。

ほとんどの無線LANネットワークでは、衝突回避のためにCSMA/CD（搬送波感知多重アクセス/衝突検出）を利用している。無線ネットワークにおいては、端末間で通信媒体が必ず共有されるという条件に加えて、2つの送信者が互いの送信を聞くことができないにもかかわらず、その中間の受信者に対して衝突を引き起こす可能性があるという隠れ端末問題が存在する。Multiple Access with Collision Avoidance for Wirelessは、特に802.11 RTS / CTSで使用されるそのようなアプローチの1つである。またこの問題を解決するもう1つの手段として中央調整（central coordination）が知られており、Wireless Multimedia Extensionsで採用されている。ポイント調整機能と分散調整機能が具体的な実装例として挙げられる。